# 徐皆苏
徐皆苏 (英語：Chieh-Su Hsu, 1922年5月27日—2014年7月22日）是一位美国华人工程师。

## 生平
1922年出生于北京，后随父母搬迁至苏州， 1937年抗日战争爆发后搬迁至重庆。1938年考入合川国立二中高中部。1945年毕业于中正理工学院，之后参军一年。1948年和1950年分别获得斯坦福大学硕士学位和博士学位。1951年至1958年任职于IBM，1955年任教于托雷多大学，1958年加入加州大学伯克利分校。1964年升任教授。
2014年7月22日在美国加州逝世，享年92岁。

## 荣誉
1964年获得古根海姆奖，1977年被选为美国机械工程师学会会士。1988年被选为美国国家工程院院士。1990年被选为中央研究院第十八届院士。